# 17976 Schulman
17976 Schulman è un asteroide della fascia principale. Scoperto nel 1999, presenta un'orbita caratterizzata da un semiasse maggiore pari a 2,3493966 UA e da un'eccentricità di 0,0708308, inclinata di 6,46064° rispetto all'eclittica.